# 안토니오 부에로 바예호

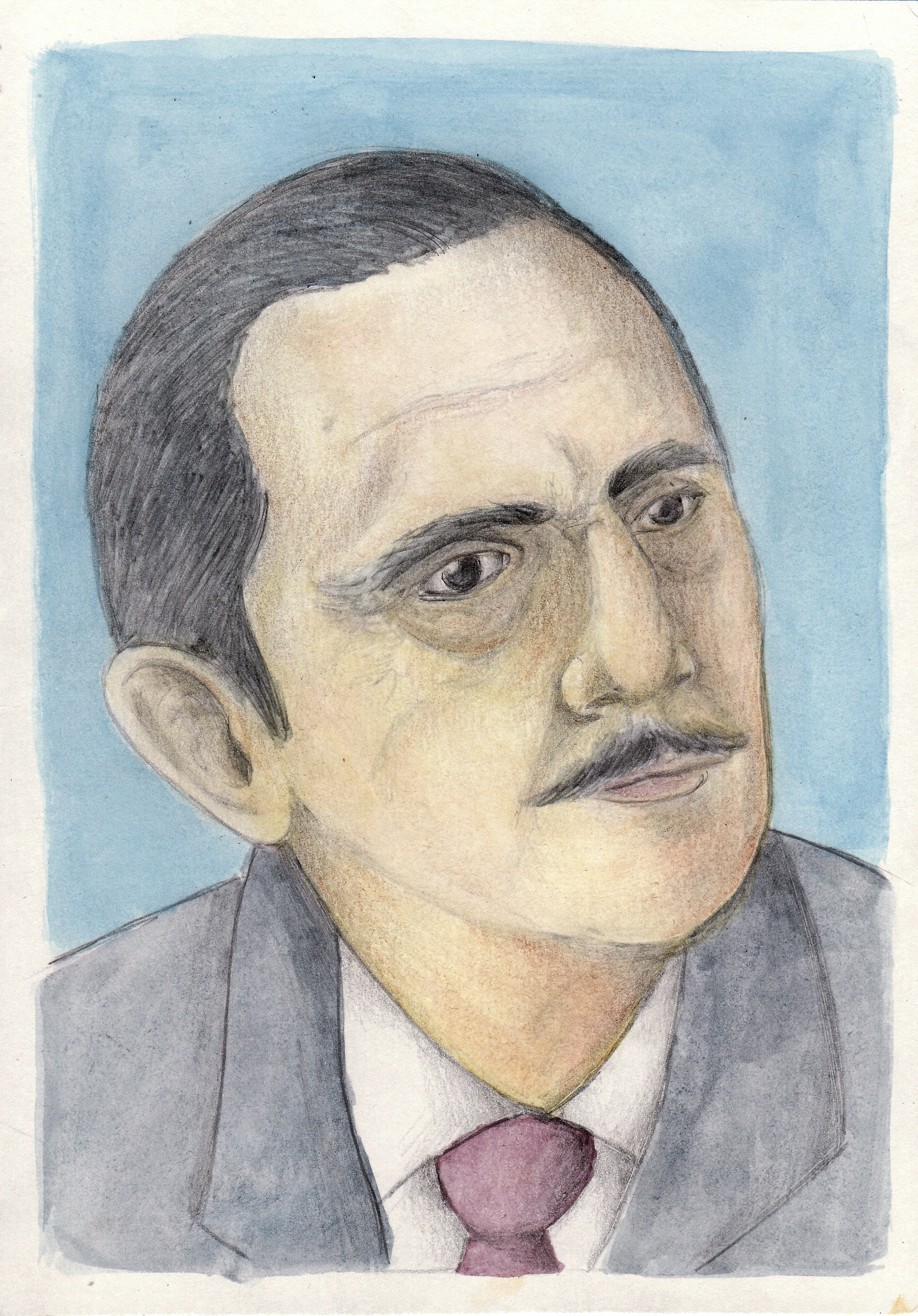

안토니오 부에로 바예호(Antonio Buero Vallejo, 1916년 9월 29일 ~ 2000년 4월 29일)는 상징적인 사실주의를 표방한 스페인 극작가이다.
어려서부터 책 읽고 글 쓰는 것을 좋아했으며 그림에도 소질을 보였다. 1934년에는 가족이 마드리드로 이주하자 화가가 되고 싶은 마음에 미술대학에 해당하는 베야스 아르테스 학교(Escuela de Bellas Artes)에 진학했다. 하지만 내전이 터져서 인민전선 진영에 가담했다가 전쟁이 끝나고 정권을 잡은 반란군에 의해 공산당을 위해 싸웠다는 혐의로 사형 선고를 받았다. 8개월이 지나 사형은 면하게 되었지만 이후 6년 반 동안 여기저기 감옥을 떠돌며 많은 어려움을 겪었다. 한편 감옥에서도 부에로는 동료들의 초상화를 그리는 등 나름대로 미술 활동을 계속했다. 그러나 완전한 자유인이 되어서는 붓 대신 펜을 들기로 하고 스스로 경험했거나 바라보고 성찰했던 인간의 고통과 불행, 희망의 주제들을 캔버스가 아닌 원고지에 펼쳐 나갔다. 미술에 대한 애정은 희곡에서도 이어져 디에고 벨라스케스의 ＜시녀들＞, 고야의 ＜이성이 잠들면＞ 같은 작품이 연극적 서사로 확장되었고 디에고 벨라스케스와 프란시스코 고야가 무대 위의 등장인물로 소환되기도 했다. 무엇보다도 부에로는 20세기 스페인 현대 희곡에 새로운 흐름을 주도했던 매우 상징적인 작가다. 부에로는 연극이 재미있고 관객에게 교훈을 주거나 구체적인 역사와 사회의 증인이 되기를 바랐다. 더 나아가 연극이라는 예술을 통해 시대와 사회에 대해 질문하고, 인간의 보편적 실체와 존재론적 의미에 대해 조명하기를 희망했다.